# 梯明秀
梯 明秀（かけはし あきひで、 1902年7月16日 - 1996年4月14日）は、日本の哲学者。立命館大学名誉教授。
ヘーゲル、マルクスを専門とし、京都学派左派の戦時下抵抗思想と三木哲学批判で知られる。

## 略歴
徳島県出身。1928年京都帝国大学文学部哲学科(社会学)卒。西田幾多郎・田辺元にも師事。唯物論研究会に所属するが、1938年に検挙され転向。戦後は第六高等学校教授を経て、1950年に立命館大学教授。1959年「資本論の学的体系性 マルクス主義経済哲学の基礎づけのために」で立命館大学経済学博士。立命館大学経済学部教授、1963年定年退任、名誉教授。橘女子大学教授。1964年に廃止された立命館大学吉田寮の寮監を務めていた。

## 著書
- 『物質の哲学的概念』（政経書院） 1934
- 『社会起源論』（三笠書房、唯物論全書） 1936
- 『文化社會學の諸相』（早瀬利雄, 武田良三共著、社會學研究會編、同文舘） 1947
- 『資本論の弁証法的根拠』（高桐書院） 1948
- 『社会と弁証法』（玄林書院） 1949
- 『社会の起原』（日本評論社） 1949、のち青木文庫
- 『戦後精神の探求 告白の書』（理論社） 1949
- 『資本論の学問的構造』（弘文堂） 1951
- 『現代の唯物世界観 社会と弁証法』（法律文化社、新文化選書） 1952 2版
- 『社会科学』（三和書房） 1956
- 『ヘーゲル哲学と資本論』（未来社） 1959
- 『資本論への私の歩み』（現代思潮社） 1960
- 『経済哲学原理』（日本評論新社） 1962
- 『社会科学の学問的構造 社会と弁証法』（雄渾社） 1966
- 『全自然史的過程の思想 私の哲学的自伝における若干の断章』（創樹社） 1980
- 「梯明秀経済哲学著作集」全5巻（未來社） 1982 - 1987

第一巻 -『総括的序論･物質の哲学的概念』
第二巻 -『社会の起源・三木哲学からの離反』
第三巻 -『社会と弁証法』
第四巻 -『社会科学の体系的把握をめざして』
第五巻 -『西田・田辺両哲学と私の立場』